# Pío Cabanillas Gallas
Pío Cabanillas Gallas (Pontevedra, 13 de novembre de 1923 - Madrid, 10 d'octubre de 1991) fou un polític i notari espanyol que ocupà diverses carteres ministerials en els primers governs després de la transició espanyola.

## Biografia
Va néixer el 13 de novembre de 1923 a la ciutat de Pontevedra. Instal·lat a Andalusia va estudiar dret a la Universitat de Granada, en la qual es doctorà. Posteriorment va esdevenir notari, registrador de la propietat i lletrat de l'Estat.
Va morir el 10 d'octubre de l'any 1991 a la seva residència de Madrid. El seu fill, Pío Cabanillas Alonso, va ser Ministre portaveu del Govern (2000-2002) durant part del mandat de José María Aznar.

## Activitat política
Va ser nomenat procurador a les Corts l'any 1958 en representació de l'Organització Sindical i el 1961 en representació del Cap de l'Estat. A partir d'aquell moment va adquirir notabilitat dins el govern, esdevenint inicialment secretari en el Ministeri d'Informació i Turisme dirigit per Manuel Fraga Iribarne i finalment Ministre d'Informació i Turisme en el govern presidit l'any 1974 per Carlos Arias Navarro, en el qual va intentar ampliar la llibertat de premsa per la qual cosa va ser destituït l'octubre del mateix any del seu càrrec pel mateix Francisco Franco.
Va ser un dels impulsors del primer Partido Popular, creat l'any 1976 per José María de Areilza i el mateix Cabanillas, embrió de la futura Unió de Centre Democràtic (UCD). Va ser un dels homes forts d'aquest partit a Galícia gràcies al suport d'Eulogio Gómez Franqueira. En les eleccions generals espanyoles de 1977 fou escollit diputat al Congrés per la província d'Ourense, escó que repetiria en les eleccions de 1979 i 1982. En el primer govern presidit per Adolfo Suárez l'any 1977 fou nomenat Ministre de Cultura i Benestar, esdevenint en la I Legislatura consecutivament Ministre adjunt al President, Ministre de la Presidència i Ministre de Justícia.
Després de la caiguda del poder de la UCD es retirà de la vida política, ingressant l'any 1989 al Partit Popular i sent escollit eurodiputat al Parlament Europeu en les eleccions europees d'aquell any.